# ایمی پردی
اِیمی پـِردی (انگلیسی: Amy Purdy؛ زادهٔ ۷ نوامبر ۱۹۷۹) یک هنرپیشه، اسنوبرد سوار حرفه‌ای، سخنران انگیزشی و پدیدآور اهل ایالات متحده آمریکا است.

## اوان زندگی

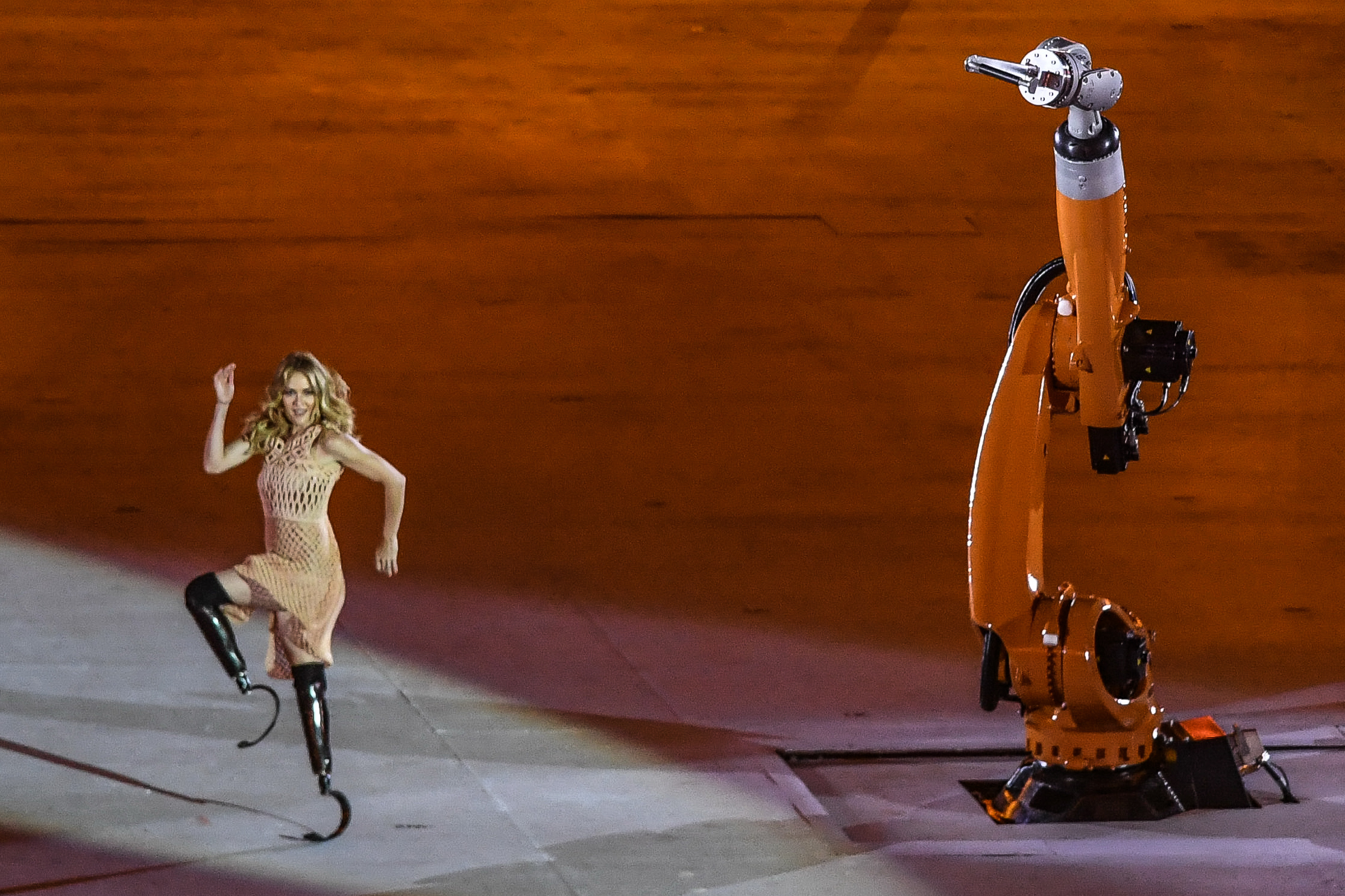

ایمی که یک ماسوژور حرفه‌ای بود، در سن ۱۹ سالگی به مننژیت مننگوکوکی مبتلا شد. در اثر این بیماری باکتریایی، دستگاه گردش خون بدن وی مختل و ظرف ۲۴ ساعت دچار «شوک سپتیک» (شوک عفونی) شد. شدتِ شوکِ سپتیک به حدی بود که او طحال و هر دو کلیه‌اش را از دست داد، گوش چپش کر شد و هر دو پایش را از زانو به پائین قطع کردند. بر اساس پیش‌بینی پزشکان معالج، شانس زنده‌ماندن او تنها ۲٪ بود. در نهایت و پس از سه هفته کُما، ایمی زنده ماند و ۲ سال بعد، پدرش یکی از کلیه‌های خود را به او اهدا کرد. به گفتهٔ پزشکانش، او نخستین کسی بود که ظرف ۲۰ سال گذشته در آن منطقه از آمریکا، توانست از مننژیت مننگوکوکی جان سالم به‌در برده و زنده بماند.
ایمی ۷ ماه پس از نصب پاهای مصنوعی‌اش، اسنوبرد سواری را شروع کرد و ظرف یک‌سال آنچنان پیشرفت کرد که در «رقابت‌های اسنوبرد سواری کوه‌های ماموت» در کالیفرنیای شرقی به مقام سوم دست یافت.
پس از مدتی به شهر سن دیگو نقل مکان کرد و در آنجا علاوه بر پرداختن به شغل سابقش (ماساژتراپی)، به هنرپیشگی و مدلینگ هم پرداخت. ایمی در سال ۲۰۰۳ میلادی در یکی از موزیک‌ویدنوهای «مدونا» در نقش یک مانکن ظاهر شد.ایمی پردی در سال ۲۰۰۵ یک مؤسسه غیرانتفاعی برای جوانانی که دچار معلولیت جسمی بودند تأسیس کرد بر این اساس آن‌ها می‌توانستند به ورزشهای جنبشی مشغول شوند. به همین سبب برای ایمی موقعیتی پیش اومد که به آفریقای جنوبی سفر کند جایی که به او امکان داد کمک کند که هزاران کودک کفش به پا کنند و سپس بتوانند به مدرسه بروند. او همچنین سخنرانی‌های انگیزشی فراوانی انجام داده‌است؛ از جمله سخنرانی قابل توجه‌اش در «تد».

## افتخارات ورزشی
- ۲۰۱۴ - مدال برنز بازی‌های پارالمپیک زمستانی ۲۰۱۴ سوچی - روسیه در رشتهٔ «اسنوبرد کراس»
- ۲۰۱۱ - مدال طلای «بازی‌های پارالمپیک زمستانی ۲۰۱۱ کاردرونا - نیوزیلند» در رشتهٔ «پارا اسنوبرد کراس»